# 最佳青年演員獎 (傳藝金曲獎)
傳藝金曲獎最佳青年演員獎是由國立傳統藝術中心在臺灣舉辦的現行頒發獎項。

## 歷屆得獎暨入圍名單
|  | 獲獎者 |

### 最佳個人表演新秀類（第25屆～第32屆）
| 年份 （屆次）   | 入圍作品                                                 |
| --------------- | -------------------------------------------------------- |
| 2014 （第25屆） | 黃宇琳 《李寶春大型新編京劇「知己」》                    |
| 2014 （第25屆） | 楊宇敬／《闇河渡》                                       |
| 2014 （第25屆） | 孫詩詠／《斷袖》                                         |
| 2014 （第25屆） | 江彥瑮／《客家大戲 楚漢相爭「霸王虞姬」》                |
| 2014 （第25屆） | 楊汗如／《情書》                                         |
| 2015 （第26屆） | 陳禹安 《金玉良緣－<梅玉配>》                            |
| 2015 （第26屆） | 陳芝後／《客家大戲<背叛>》                               |
| 2015 （第26屆） | 楊宇敬(楊敬明)／《羅生門》                               |
| 2015 （第26屆） | 張孟逸／《白兔記》                                       |
| 2015 （第26屆） | 林政興／《黑金英雄淚》                                   |
| 2016 （第27屆） | 李京曄 《傲氣之珠 幽冥節度使》                           |
| 2016 （第27屆） | 孫詩珮／《芙蓉歌》                                       |
| 2016 （第27屆） | 廖玉琪／《千古一帝-秦始皇》                              |
| 2016 （第27屆） | 戴立吾／《化人遊》                                       |
| 2016 （第27屆） | 陳怡婷／《客家大戲-婆媳風雲》                            |
| 2017 （第28屆） | 林庭瑜 《西施歸越》                                      |
| 2017 （第28屆） | 古翊汎／《李三娘》                                       |
| 2017 （第28屆） | 孔玥慈／《香妃》                                         |
| 2017 （第28屆） | 蘇國慶／《客家大戲<六國封相－蘇秦>》                     |
| 2017 （第28屆） | 李家德／《挑滑車》                                       |
| 2018 （第29屆） | 古翊汎 《鍾馗嫁妹》                                      |
| 2018 （第29屆） | 楊瑞宇／《栢優群伶之楊瑞宇演活扈三娘、黃宇琳做癡夢一場》 |
| 2018 （第29屆） | 鄭芷芸／《佘太君掛帥》                                   |
| 2018 （第29屆） | 張心怡／《蘇乞兒》                                       |
| 2018 （第29屆） | 吳聲傑／《白馬風雲前傳—茶山風雲》                        |
| 2018 （第29屆） | 陳思朋／《客家大戲—駝背漢與花姑娘》                      |
| 2019 （第30屆） | 李家德 《陸文龍》                                        |
| 2019 （第30屆） | 江亭瑩／《1399趙氏孤兒》                                 |
| 2019 （第30屆） | 吳聲傑／《雙龍護斗》                                     |
| 2019 （第30屆） | 孫凱琳／《聶采霞的心》                                   |
| 2019 （第30屆） | 謝曉琪／《杜蘭朵》                                       |
| 2020 （第31屆） | 蘇國慶 《客家大戲-地獄變》                               |
| 2020 （第31屆） | 王婕菱／《化作北風》                                     |
| 2020 （第31屆） | 林芸丞／《化作北風》                                     |
| 2020 （第31屆） | 孫凱琳／《兵臨城下》                                     |
| 2020 （第31屆） | 張珈羚／《扈家莊》                                       |
| 2020 （第31屆） | 廖欣慈／《春草》                                         |
| 2021 （第32屆） | 孫凱琳 《雨中戲臺》                                      |
| 2021 （第32屆） | 江亭瑩／《昭君．丹青怨》                                 |
| 2021 （第32屆） | 林芳儀／《光華之君》                                     |
| 2021 （第32屆） | 陳思廷／《白賊燈猴天借膽》                               |
| 2021 （第32屆） | 黃詩雅／《楊門女將》                                     |
| 2021 （第32屆） | 謝曉琪（謝文琪）／《白蓮花》                             |

### 最佳青年演員（第33屆～至今）
| 年份 （屆次）          | 入圍作品                    |
| ---------------------- | --------------------------- |
| 2022 （第33屆）        | 凌嘉臨 《狐仙》             |
| 2022 （第33屆）        | 王璽傑／《左伯桃》          |
| 2022 （第33屆）        | 江亭瑩／《望鄉之夜》        |
| 2022 （第33屆）        | 陳昭薇／《香纏》            |
| 2022 （第33屆）        | 楊瑞宇／《傳奇風雅．伍》    |
| 2023 （第34屆）        | 朱柏澄 《傳奇風雅6 野豬林》 |
| 2023 （第34屆）        | 江亭瑩／《聽琴圖》          |
| 2023 （第34屆）        | 張心怡／《蘇乞兒》          |
| 2023 （第34屆）        | 馮文星／《文武天香》        |
| 2023 （第34屆）        | 鄭紫雲／《文武天香》        |
| 2024 （第35屆）        | 鄭紫雲 《紅喙鬚的少女》     |
| 2024 （第35屆）        | 孔玥慈／《劉姥姥和王熙鳳》  |
| 2024 （第35屆）        | 吳米娜／《六郎告御狀》      |
| 2024 （第35屆）        | 張心怡／《鳳凰變》          |
| 2024 （第35屆）        | 黃偲璇／《紅喙鬚的少女》    |
| 2025 （第36屆）        |                             |
| 江亭瑩／《兩生花劫》   |                             |
| 吳承恩／《桃花謎》     |                             |
| 張心怡／《銅雀臺傳奇》 |                             |
| 林益緣／《三盜令》     |                             |
| 謝樂／《長生殿》       |                             |

## 外部連結
- 國立傳統藝術中心 （页面存档备份，存于）
- 第35屆傳藝金曲獎 （页面存档备份，存于）
- 傳藝金曲獎的Facebook專頁